# Eternal Blue
Eternal Blue es el primer álbum de estudio de la banda canadiense de heavy metal Spiritbox. Fue lanzado el 17 de septiembre de 2021 a través de Pale Chord Records de la banda en asociación con Rise Records. El trabajo comenzó en 2018, pero se suspendió debido a la pandemia de COVID-19, que retrasó el lanzamiento del álbum inicialmente programado para abril de 2020. Eternal Blue contiene una variedad de géneros y subgéneros de metal con elementos electrónicos como parte de la dinámica de Spiritbox, mientras que la cantante Courtney LaPlante emplea voces limpias y gritadas. Eternal Blue marca el único álbum de estudio con el bajista Bill Crook, quien dejó la banda en mayo de 2022.
Antes del lanzamiento del disco, cinco canciones se convirtieron en sencillos, "Holy Roller", "Constance", "Circle With Me", "Secret Garden" y "Hurt You", todos los cuales han registrado entradas en las listas de Billboard estadounidenses. Los críticos musicales revisaron positivamente el álbum, quienes en general elogiaron su producción, composición y maestría musical. Eternal Blue resultó ser un éxito inmediato para la banda, grabando entradas en ocho países y debutando en el número trece del Billboard 200.

## Composición
Spiritbox empleó varios estilos musicales basados en heavy metal en Eternal Blue. Los críticos han identificado el estilo del álbum como metalcore, post-metal, djent, metal progresivo, y metal alternativo. El disco también fue etiquetado como "post-metalcore" y "festival de riffs de nu-metal-meets-djent". Cerca del lanzamiento del disco, LaPlante definió a Spiritbox como una banda de metalcore. LaPlante utiliza gritos y cantos a lo largo del disco.
El uso del sintetizador digital por parte de la banda fue un aspecto destacado de Eternal Blue, mostrando aspectos que van desde lo atmosférico hasta lo industrial. Este enfoque llevó a Guitar World a describir Spiritbox como "metal con infusión digital". En una entrevista posterior al lanzamiento, Spiritbox dijo que se inspiraron en la escena de la música pop de los 80, Nine Inch Nails y las primeras bandas de post-punk como The Cure durante la producción del álbum, y en las estructuras de canciones minimalistas "aireadas" características del rock oscuro de los 80. sirvió como una base importante para la música de Eternal Blue.

## Lista de canciones
Todas las letras escritas por Courtney LaPlante, toda la música compuesta por Spiritbox. 
| N.º | Título                                        | Duración |  |
| 1.  | «Sun Killer»                                  | 3:47     |  |
| 2.  | «Hurt You»                                    | 3:46     |  |
| 3.  | «Yellowjacket» (con Sam Carter de Architects) | 3:18     |  |
| 4.  | «The Summit»                                  | 3:57     |  |
| 5.  | «Secret Garden»                               | 3:39     |  |
| 6.  | «Silk in the Strings»                         | 2:57     |  |
| 7.  | «Holy Roller»                                 | 2:53     |  |
| 8.  | «Eternal Blue»                                | 3:59     |  |
| 9.  | «We Live in a Strange World»                  | 2:48     |  |
| 10. | «Halcyon»                                     | 3:40     |  |
| 11. | «Circle with Me»                              | 3:53     |  |
| 12. | «Constance»                                   | 4:30     |  |

## Posicionamiento en lista
| Lista (2021)                          | Posición |
| ------------------------------------- | -------- |
| Alemania (Offizielle Top 100)         | 17       |
| Australia (ARIA)                      | 8        |
| Bélgica (Ultratop flamenca)           | 144      |
| Canadá (Billboard Canadian Albums)    | 17       |
| Escocia (Scottish Albums Chart)       | 8        |
| Finlandia (Suomen Virallinen Lista)   | 40       |
| Reino Unido (UK Albums Chart)         | 19       |
| Reino Unido (UK Rock & Metal Albums)  | 2        |
| Estados Unidos (Billboard 200)        | 13       |
| Estados Unidos (Independent Albums)   | 2        |
| Estados Unidos (Top Hard Rock Albums) | 1        |
| Estados Unidos (Top Rock Albums)      | 1        |

## Personal
Spiritbox
- Courtney LaPlante - voz principal
- Michael Stringer: guitarra, bajo, batería, coros (pistas 2, 3, 6, 11)
- Zev Rosenberg – batería

Músicos adicionales
- Sam Carter: voz (pista 3).